# Беллавуар, Бландин
Бландин Беллавуар (фр. Blandine Bellavoir; р. 2 марта 1984, Малетруа (Морбиан) — французская актриса.

## Биография
Родилась в Южной Бретани, выросла в Геранде (Атлантическая Луара). Получила диплом по драматическому искусству в Нантской консерватории, там же в 2002 году начала театральную карьеру.
Работала моделью в рекламе L'Oréal и других косметических марок.
В 2008 году получила известность, благодаря роли Сони Эскюдье, которую в течение года играла в культовом телесериале «Жизнь прекрасна», выходящем на France 3. В 2010—2013 годах играла Анжелу в сериале «Дом терпимости». С 2013 года снимается во 2-м сезоне телесериала «Загадочные убийства Агаты Кристи» в одной из главных ролей: Алис Авриль, журналистки газеты La Voix du Nord, расследующей преступления в дуэте с комиссаром Сваном Лорансом (Самюэль Лабарт).
Состоит в отношениях с артистом Арно Перроном (играл бывшего мужа Алисы в 10-м эпизоде «Мадемуазель Мак-Гинти мертва»).

## Театр
- 2003 — После дождя / Après la pluie, постановка Сержи Бельбеля, Нантская консерватория
- 2004 — Экстравагантное кабаре, Дурной, Безрассудная… / Cabaret extravagant, Méchant, Déraisonnablee… Нантская консерватория
- 2006 — Пролетая над гнездом кукушки / Vol au-dessus d'un nid de coucou (Дейл Вассерман / Кен Кизи) постановка П. Ганга
- 2006 — Венецианский купец / Le marchand de Venise, труппа Les Passagères
- 2007 — Карина, или Девушка без ума от своей души / Carine, ou la jeune fille folle de son âme (Фернан Кроммелинк), постановка Ж.-Л. Бьоро
- 2008 — Лекарь поневоле / Le Médecin malgré lui, постановка Б. Керотре
- 2008 — Три мушкетера / Les trois mousquetaires, постановка Б. Керотре
- 2008 — Юность мушкетеров / La jeunesse des mousquetaires, постановка Б. Керотре
- 2009 — Эдгар и его няня / Edgar et sa bonne, постановка Б. Керотре
- 2009 — Рюи Блаз / Ruy Blas, постановка Б. Керотре
- 2010 — Мизантроп / Le Misanthrope, постановка Димитри Клокенбринга, премии жюри и публики в Театре 13

## Фильмография

### Кино
- 2007 — В поисках подставного жениха / Cherche fiancé tous frais payés (Алин Иссерман) — Палома
- 2010 — Фильм-Социализм / Film Socialisme (Жан-Люк Годар) — женский голос
- 2010 — Красная карточка / Carton Rouge (к/м) (Жан-Мари Лантес)
- 2013 — Праздничный вечер / Soir de fête (к/м) (Давид Робер) — Клое
- 2017 — Простушка / Bonne Pomme (Флоранс Кантен) — Марилу
- 2018 — Сирано. Успеть до премьеры / Edmond (Алексис Михалик) — Сюзон

### Телевидение

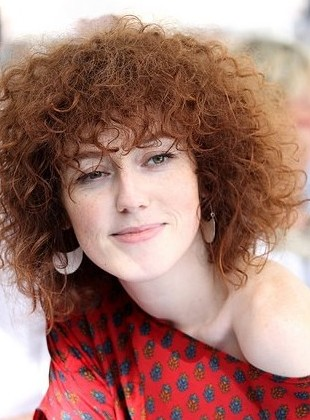
Бландин Беллавуар на Телевизионном фестивале в Ла-Рошели в 2016

- 2008—2009 — Жизнь прекрасна / Plus belle la vie (телесериал) — Соня Эскудье (4—6 сезоны, 123 эпизода)
- 2010—2013 — Дом терпимости / Maison close (телесериал) — Анжела
- 2010 — Дурные / Les Méchantes (т/ф) (Филипп Монье) — Мариет
- 2011 — Гики / Les Geeks (телесериал) — Шарлин
- 2011 — Загадочные убийства Агаты Кристи / Les Petits Meurtres d'Agatha Christie (телесериал) — Альбертина (эпизод 1.08 Прилив и отлив)
- 2011 и 2014 — Великолепное семейство / Une famille formidable (телесериал) — Клер (4 эпизода)
- 2012 — Уик-энд с чокнутыми / Week-end chez les toquées (телесериал) (эпизод 4)
- 2012 — RIS police scientifique (телесериал) — Беатрис Фавар (эпизод 7.04 Черная магия)
- 2013 — Атака / L'Attaque (телесериал) — Аньес Байи
- 2013-2020 — Загадочные убийства Агаты Кристи / Les Petits Meurtres d'Agatha Christie (телесериал) — Алис Авриль
- 2014 — Находка Жюльетты / La Trouvaille de Juliette (т/ф) (Жером Наварро) — Паскалина
- 2016 — Они… Дочери дю Плесси / Elles… Les Filles du Plessis (т/ф) (Бенедикт Дельмас) — Доминика
- 2016 — Шериф / Cherif — Селин Аршамбо (эпизод 3.06)
- 2018 — Убийства в... / Meurtres à...(фильм Память крови / Mémoire de sang) - Камилль (Ками) Галлуа, майор полиции
- 2021 — Убийства в... / Meurtres à...(фильм Проклятый лес / Les Bois maudits) - Жюстин Верар, лейтенант национальной жандармерии